# Konstantinska donationen

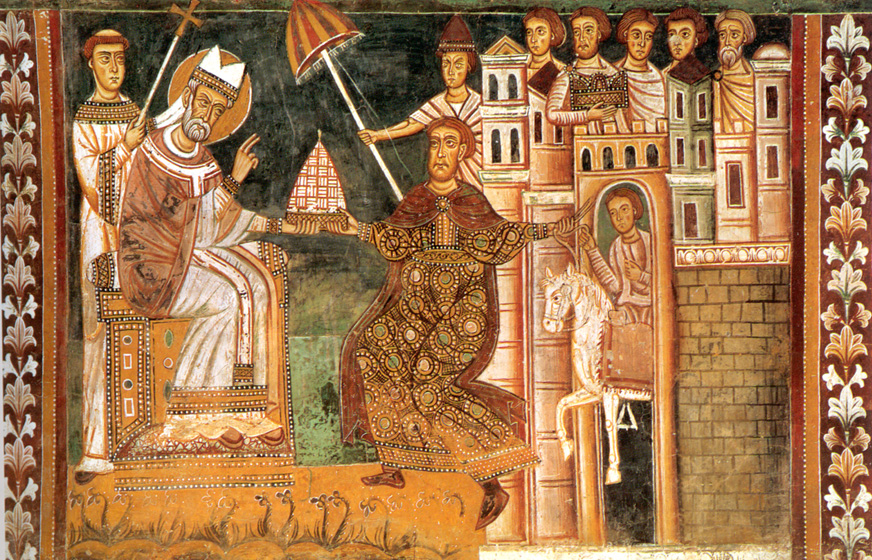
1200-talsfresk som framställer den konstantinska donationen. Oratorio di San Silvestro, Santi Quattro Coronati, Rom

Den Konstantinska donationen (latin Constitutum Donatio Constantini) är ett förfalskat romerskt, kejserligt edikt som påstods ha utfärdats av Konstantin den store 324 och som gav påven Silvester I och hans efterträdare suveränitet och andligt ledarskap över Rom och Västromerska riket, det vill säga det som blev Kyrkostaten.
Enligt traditionen ska denna donation ha varit Konstantins belöning till Silvester sedan denne botat kejsaren från spetälska genom ett mirakel. Om dokumentet varit äkta hade påven i Rom, efter att Konstantin flyttat Romerska rikets huvudstad till Konstantinopel (dagens Istanbul) som senare blev Östromerska rikets och därefter Bysantinska rikets huvudstad, kunnat styra Västromerska riket som romerska kejsare.
1440 bevisade den italienske humanisten Lorenzo Valla genom att analysera det latin som användes i dokumentet att det omöjligen kunde ha författats 324. Idag antas det att ediktet istället skrevs omkring 752 under påven Stefan III:s pontifikat under en tid då den Romersk-katolska kyrkan behövde stärka sin auktoritet gentemot världsliga makthavare.
Dokumentet spelade en central roll då påven krönte Karl den store till romersk kejsare.